# Saint-Albain
Saint-Albain este o comună în departamentul Saône-et-Loire, Franța. În 2009 avea o populație de 517 de locuitori.

## Evoluția populației
| An        | 1975 | 1982 | 1990 | 1999 | 2006 | 2009 |
| --------- | ---- | ---- | ---- | ---- | ---- | ---- |
| Populație | 387  | 422  | 406  | 435  | 527  | 517  |